# سینت-پری وی ین
سینت-پری وی ین (به فرانسوی: Saint-Privé, Yonne) یک کامین در فرانسه است که در کانتون بلن او واقع شده‌است.

## خصوصیات
سینت-پری وی ین ۴۱٫۴۱ کیلومترمربع مساحت و ۵۶۶ نفر جمعیت دارد.